# Частковий випадок (логіка)
У логіці і математиці поняття  A називається частковим або окремим випадком поняття  B тоді і лише тоді, коли кожен екземпляр A є водночас і примірником  B (іншими словами, якщо поняття B є узагальненням поняття A).
Наприклад, квадрат є окремим випадком ромба, оскільки кожен квадрат є водночас і ромбом (тобто, задовольняє означенню ромба), але обернене твердження не виконується через те, що довільний ромб, який не має прямих кутів, не є квадратом.